# رولنت فون هوسلین
رولنت-هاینریش فون هوسلین (به آلمانی: Roland-Heinrich von Hößlin) افسر آلمانی در دوره رایش سوم و از اعضای جنبش مقاومت علیه حاکمیت ناسیونال سوسیالیست بود که در کودتای ۲۰ ژوئیه مشارکت داشت و بدین جهت اعدام شد.

## زندگی
فون هوسلین سال ۱۹۳۳ در هفده سالگی وارد خدمت در رایشسور شد و در هنگ ۱۷ سواره‌نظام در بامبرگ قرار گرفت. تا پیش از آغاز جنگ با درجه ستوان دوم به سلک افسران درآمد. در جریان جنگ جهانی دوم در کارزار لهستان حاضر بود. سپس به عنوان مربی به دانشکده زرهی در کرامپنیتس در نزدیکی پوتسدام منتقل شد. ماه مارس سال ۱۹۴۱ به عنوان افسر خدمتکار به ستاد آفریکاکور اروین رومل تخصیص یافت. ماه اوت سال ۱۹۴۱ به گردان ۳۳ شناسایی لشکر پانزدهم زرهی فرستاده شد و ماه ژانویه سال ۱۹۴۲ فرمانده گروهان ۳ آن در عقب‌راندن بریتانیایی‌ها به خط الغزاله بود. ماه فوریه فرماندهی یک گروه رزمی به او سپرده شد که مسئول حفظ ارتفاعات غرب عین‌الغزاله بود. سپس در پیشروی به سمت العدم مشارکت کرد. فون هوسلین به جهت عملکردش در درگیری‌های سنگین اطراف کاپوتسو هر دو درجه نشان صلیب آهنین را دریافت کرد. همان ماه فوریه به درجه سروان ترفیع گرفت و فرمانده گردان شد. در جریان ضدحمله بریتانیایی‌ها در ناحیه العلمین، گردان هوسلین نقش تعیین‌کننده‌ای در مراقبت از جناح نیروهای محور داشت. خود او روز ۱۵ ژوئیه هنگام هدایت یک ضدحمله، در نزدیکی بئر ابو زوقیب به شدت از ناحیه بازوی راست زخمی شد و مدتی را در بیمارستان در مرسی مطروح گذراند. در دوره درمان نشان عالی صلیب شوالیه صلیب آهنین به او اعطا شد.
فون هوسلین برای ادامه درمان به آلمان منتقل شد. در مدت بهبودی در برلین، عده‌ای از هم‌رزمان سابقش در سواره‌نظام از جمله سرهنگ کلاوس فون اشتاوفنبرگ، رئیس ستاد ارتش جایگزینی، دیدارهایی با او داشتند. فون اشتاوفنبرگ در توطئه علیه حاکمبت هیتلر دخیل بود. مدتی کوتاهی بعد فون هوسلین در یک دوره آموزشی افسران شرکت کرد و آن‌جا هم با افرادی برخورد داشت که علیه حاکمیت عمل می‌کردند. از آن‌ها از ماهیت مخرب جنگ در جبهه شرقی مطلع شد و به او گفته شد که ادامه جنگ بی‌فایده است. بدین ترتیب فون هوسلین به مرور به سمت جنبش مخالفان کشیده شد. به هر حال در این زمان تنها افراد با جایگاه‌های مهم از جزئیات اقدامات مطلع بودند و احتمالاً چیز زیادی با فون هوسلین در میان گذاشته نشده بود. به هر حال وقتی فون اشتاوفنبرگ سرنخ‌هایی از مسئله را برای او مطرح کرد، فون هوسلین نگران به‌پا شدن هرج‌ومرج در اثر شوروش علیه حاکمیت بود؛ همانند حوادثی که در سال ۱۹۱۸ به وقوع پبوست. از این رو با کودتای ارتش جایگزینی و انتقال نرم قدرت موافق بود. با این وجود باز هم احتمالاً خبر از قصد توطئه‌گران برای ترور هیتلر نداشت. قرار شد فون هوسلین که هم‌اکنون به درجه سرگرد ترفیع گرفته بود، یک یگان زرهی شناسایی ذخیره را در کونیکسبرک فرماندهی کند و منتظر فراخوان برای اقدام باشد.

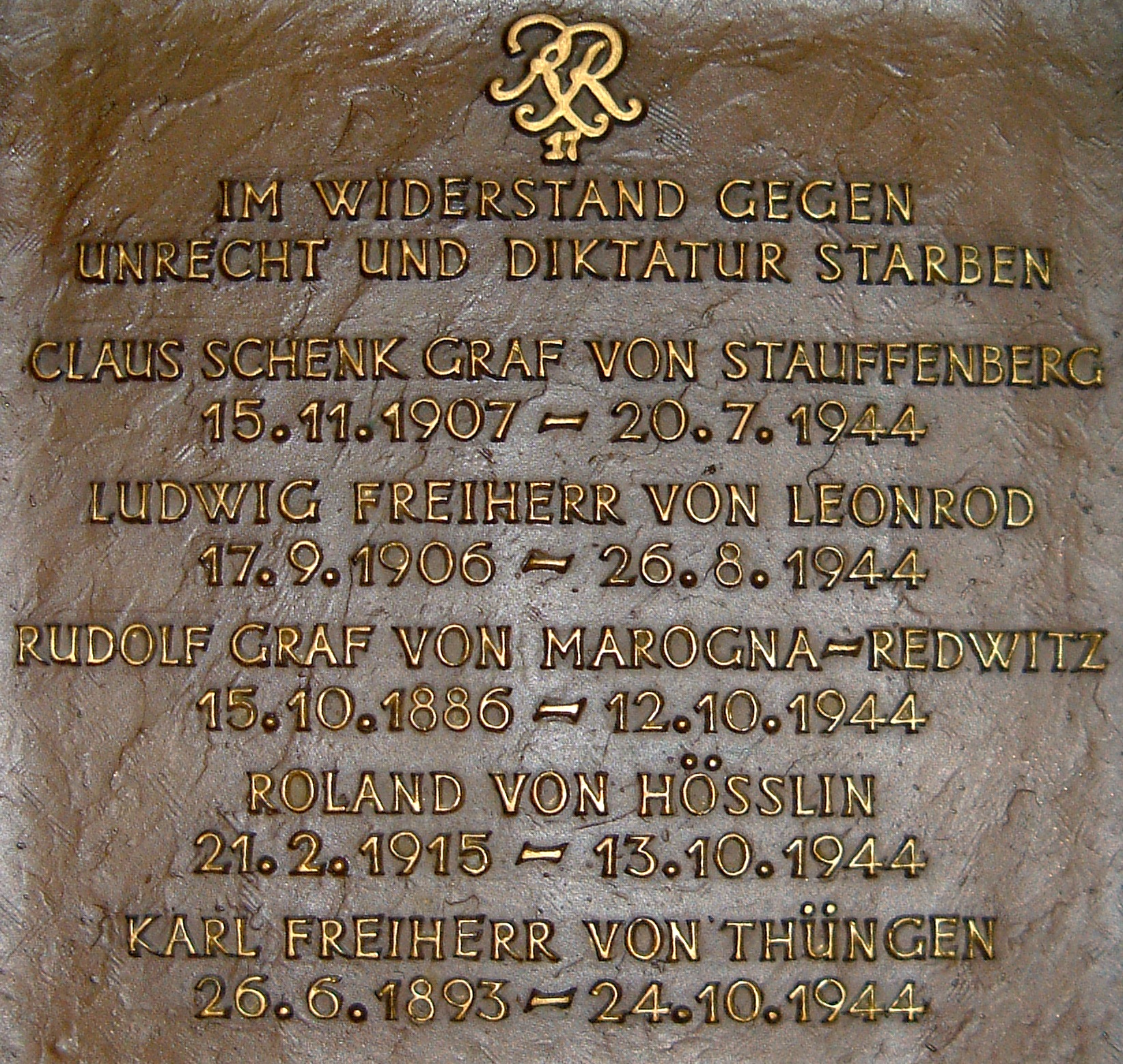

تلاش توطئه‌گران برای کشتن هیتر در کودتای ۲۰ ژوئیه ۱۹۴۴ موجب شگفتی فون هوسلین شد. وقتی خبر به او رسید که دیگر فرصت برای هیچ کاری نبود؛ چرا که هیتلر از ترور جان به در برد. در پی ناکامی کودتا، نخست به نظر می‌رسید بدگمانی نسبت به فون هسلین وجود ندارد و او به فرماندهی یک گروهان شناسایی جایگزینی در ماینینگن منصوب شد. در این حال بازداشت عاملان و هم‌دستان کودتا همچنان ادامه داشت. به هر صورت روز ۲۴ اوت نوبت به فون هوسلین رسید. عوامل گشتاپو او را در پادگان دستگیر کردند و به برلین بردند. فون هوسلین در «دادگاه خلق» به قضاوت رولانت فرایسلر حاضر شد. برای گرفتن هویت نظامی از او، لباس غیرنظامی بر تنش کردند. در نهایت دادگاه فون هوسلین و چند تن دیگر را به سبب «آگاهی از پیش از خیانت از پیش‌برنامه‌ریزی‌شدهٔ ۲۰ ژوئیه» مجرم به «سنگین‌ترین خیانت شناخته‌شده در طول تاریخ» دانست و به مرگ محکوم کرد. سرگرد رولنت فون هوسلین در نهایت روز ۱۳ اکتبر سال ۱۹۴۴ در زندان پولتسن‌زی در برلین به دار آویخته شد.